# Đồng bằng Gia Nam

Đồng bằng Gia Nam (vàng) và Đồng bằng Chương Hóa (xanh)

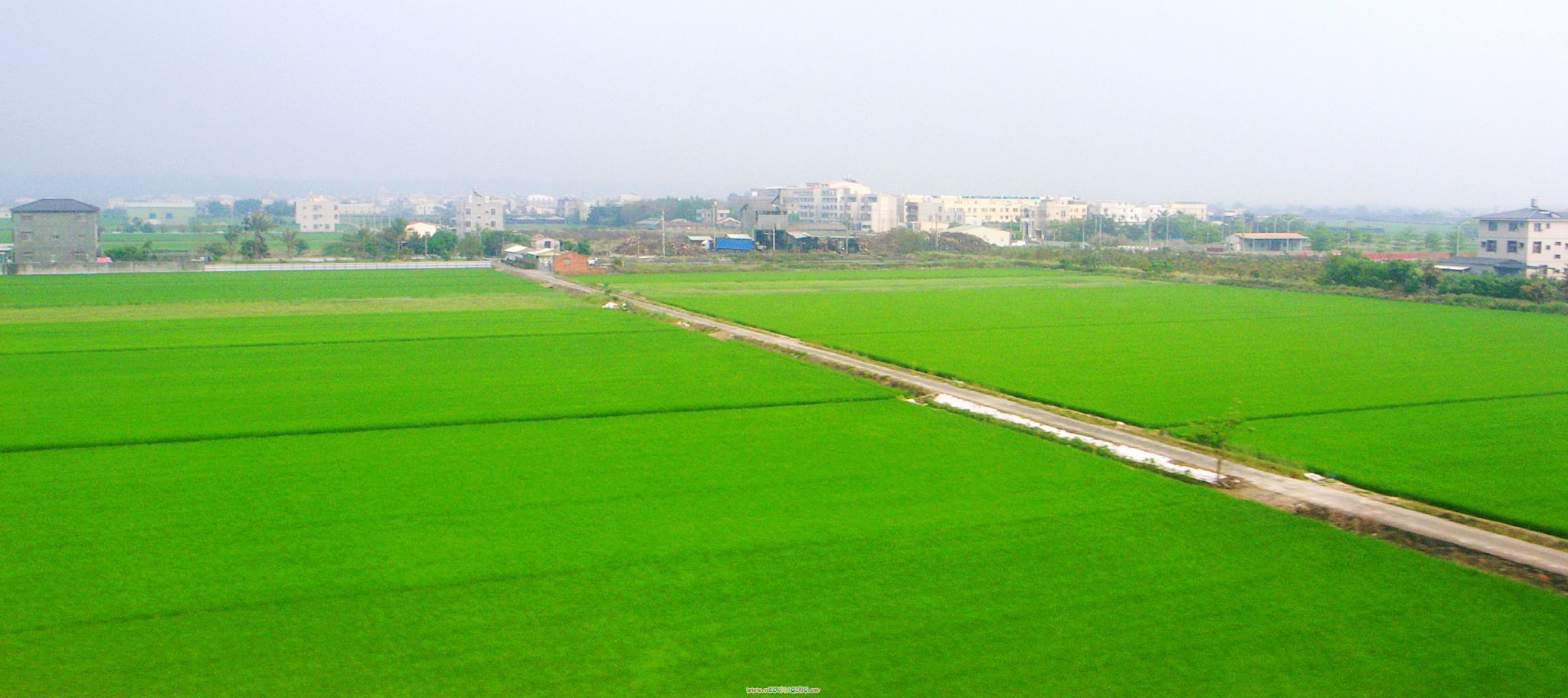
Ruộng lúa tại đồng bằng Gia Nam

Đồng bằng Gia Nam (tiếng Trung: 嘉南平原) là một đồng bằng phù sa nằm ở khu vực trung-nam phía tây Đài Loan. Đây là đồng bằng lớn nhất của hòn đảo, và trải trên địa giới của Đài Nam và Gia Nghĩa, tên của đồng bằng cũng được ghép từ tên của hai địa danh này. Ngoài ra, đồng bằng Gia Nam còn bao gồm một số khu vực tại Vân Lâm, Chương Hóa và Cao Hùng. Có một số con sông chảy qua đồng bằng.
Về mặt lịch sử, cả hòn đảo Đài Loan và đồng bằng nói riêng là nơi cư trú của thổ dân Đài Loan, tuy nhiên hiện họ chỉ còn lại rất ít tại khu vực. Từ thời nhà Thanh, đồng bằng Gia Nam trở thành một điểm đến chính cho những người Hán nhập cư. Khu vực này cũng là một nguồn cung lương thực cho toàn đảo Đài Loan từ thời kỳ Nhật Bản cai trị.

## Địa lý
Đồng bằng Gia Nam đối diện với Eo biển Đài Loan ở phía tây, Bồn địa Đài Trung ở phía bắc, Đồng bằng Bình Đông ở phía đông nam, và nằm ở phía tây của vùng bán sơn địa kéo dài đến dãy núi A Lý Sơn. Khu vực đồng bằng được xác định bằng sự phân chia các khu vực nước ngầm ở Đài Loan và có diện tích 2.500 km2 (965 dặm vuông Anh). Giữa hai điểm xa nhất, đồng bằng rộng khoảng 35 km2 (14 dặm vuông Anh) và dài 145 km2 (56 dặm vuông Anh).
Lượng mưa trung bình của khu vực là khoảng 1600 mm, thấp nhất so với toàn bộ hòn đảo Đài Loan, mùa mưa tương ứng với mùa hè, còn mùa đông có lượng mưa khan hiếm. Các con sông chảy qua đồng bằng Gia Nam là sông Trạc Thủy, sông Bắc Cảng, sông Bát Chưởng, sông Cấp Thủy, sông Tăng Văn, sông Diêm Thủy, sông Nhị Nhân. Các sông này hầu như đều có hướng chảy từ vùng đồi núi phía đông ra đến bờ biển ở phía tây, đổ nước ra eo biển Đài Loan.

## Lịch sử

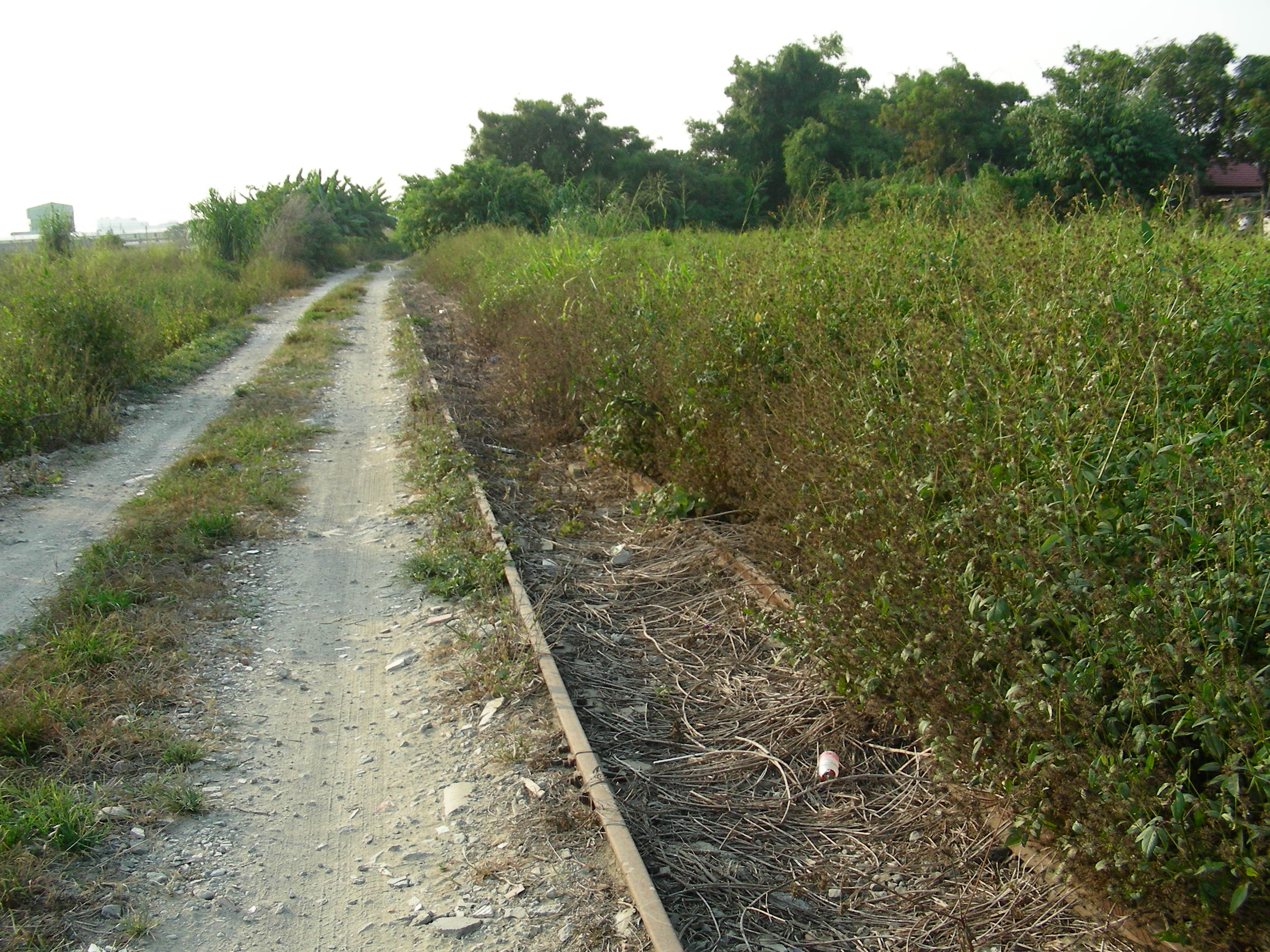
Một dường ray xe lửa cũ của ngành sản xuất đường tại đồng bằng Gia Nam

Khoảng 6000 năm trước, các vùng đất gần bờ biển của đồng bằng Gia Nam hiện nay nằm dưới mực nước biển, và dần nổi lên từ 5000 năm trước. Một vài di chỉ khảo cổ nằm tại đồng bằng, bao gồm các di chỉ về văn hóa cuối thời kỳ đồ đá mới như văn hóa Thái Hồ, đã tồn tại từ 3500 đến 2000 năm trước. Văn hóa Điểu Tùng vào thời kỳ đồ sắt đã tồn tại từ 2000 đến 500 năm trước.
Người Hoanya được ghi trong sử sách là đã cư trú tại miền bắc của đồng bằng Gia Nam, và người Siraya cư trú ở phía nam. Người Hán bắt đầu nhập cư tới đồng bằng Gia Nam từ thời các thế lực châu Âu bắt đầu cai trị Đài Loan. Sau khi Trịnh Thành Công đánh bại quân Hà Lan và giành lấy Đài Loan vào năm 1662, người Hán đã quản lý khu vực này và trở thành dân tộc đa số sau đó. Hầu hết cư dân người Hán đến từ Chương Châu và Tuyền Châu thuộc tỉnh Phúc Kiến, và Triều Châu tại tỉnh Quảng Đông dưới thời nhà Thanh.
Người Nhật bắt đầu kiểm soát Đài Loan từ năm 1895. Trong thời kỳ này, chính quyền thuộc địa đã cho thiết lập các cơ sở hạ tầng và thương mại tại đồng bằng Gia Nam, như tuyến xe lửa Tây bộ, hệ thống tưới tiêu Gia Nam đại quyến, và các công ty sản xuất đường mà về sau hợp nhất thành công ty đường Đài Loan. Sau khi Đế quốc Nhật Bản sụp đổ, Trung Hoa Dân Quốc kiểm soát Đài Loan. Quốc lộ 1 và Quốc lộ 3, đi qua khu vực này và chúng được xây dựng vào cuối thế kỷ 20.

## Kinh tế
Đồng bằng Gia Nam là nơi trồng lúa nước và các loại lương thực khác. Đây là khu vực trồng mía đường chính tại Đài Loan, nhưng ngành sản xuất đường đã dần bị sa sút. Khu vực này có thể thu hoạch được tới ba vụ lúa từ khi công trình thủy lợi Gia Nam đại quyến được hình thành. Ngoài ra, các nông sản khác của đồng bằng là lạc, ngô, khoai lang cùng một số diện tích trồng hoa và rau xanh. Đồng bằng từng là nơi sản xuất muối, nhưng hầu hết các ruộng muối đã bị bỏ hoang trong những năm gần đây. Thay vào đó là nhiều trang trại nuôi trồng thủy hải sản xuất hiện tại khu vực ven biển.
Có một vài khu công nghiệp nằm ở đồng bằng Gia Nam, như Khu công nghiệp ven biển Chương Hóa, khu công nghiệp Lâm Hải. Các ngành công nghiệp nặng nằm ở khu vực này phải kể đến là lọc dầu, sản xuất thép và đóng tàu. Ngoài ra, đồng bằng Gia Nam cũng có các khu công nghệ cao tương đối mới là khu khoa học công nghiệp Nam Bộ nằm tại Đài Nam và Cao Hùng.